# Leendert Viervant de Oudere

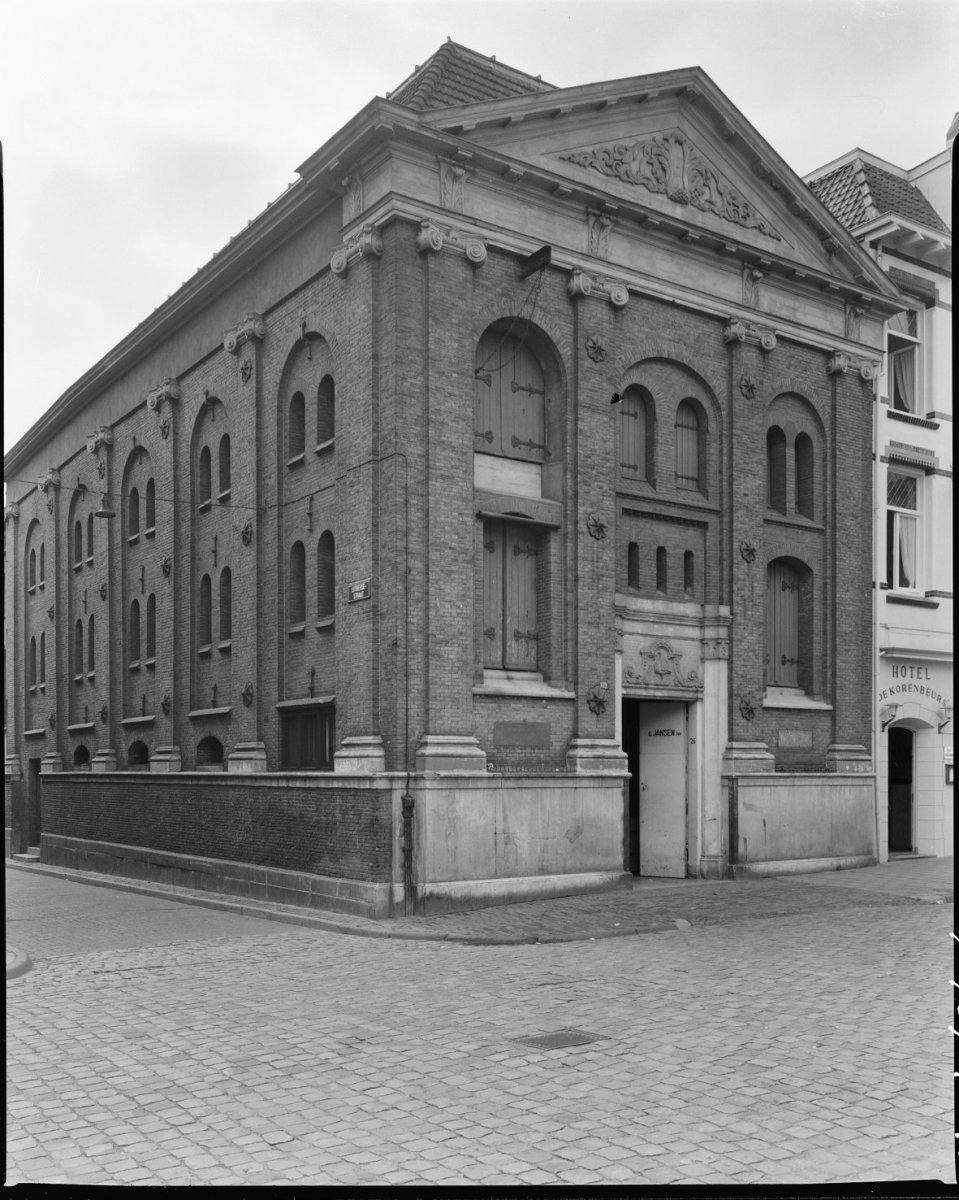
Arnhem, voormalige Lutherse Kerk

Leendert Viervant de Oudere (gedoopt: Arnhem, 5 november 1689 – begraven: Arnhem, 9 augustus 1762) was een Nederlands bouwkundige, telg uit het Arnhemse geslacht Viervant. 

## Privéleven
Hij was de zoon van Hendrik Aelbersen Viervant (1645-?) en Anna Maria Verhees. Op 3 mei 1716 huwde hij Hendrica Theunisse Rensing (?-1771), bij wie hij tien kinderen kreeg, waarvan er vier volwassen zouden worden. Hij was de vader van Hendrik Viervant (1718-1775) en Anthony Viervant (1720-1775), die beiden ook als bouwkundigen in Arnhem actief waren, alsmede de procureur Lambert Viervant (1721-1749). Zijn dochter Maria Elisabeth Viervant (1730-1792) trouwde met de stadsbode van Arnhem, Anthony Moll (1711-1774).

## Loopbaan
Leendert Viervant de Oudere werd in Arnhem in 1715 lid van het timmermansgilde, in 1724 gemeenschapsman en in 1733 stadstimmerman. Of hij dit laatste ambt ook tot zijn dood heeft vervuld, is onbekend. Over zijn werkzaamheden is weinig overgeleverd. Vermoedelijk bouwde hij zijn eigen woonhuis Bakkerstraat 22. In 1736 construeerde hij een nieuwe kademuur bij de Rijnbrug, die in 1944 werd verwoest. Ook wordt de gewezen Lutherse Kerk aan de Korenmarkt (1734-1737, sedert 1898 buiten gebruik) wel aan hem toegeschreven.
Buiten Arnhem trad hij in 1738 op als aannemer voor een aantal stallen, koetshuizen en turfschuren bij een woningcomplex dat in opdracht van Lubbert Adolf Torck, de kasteelheer van Rosendael, in de Herenstraat in Wageningen werd gebouwd. In 1751 werd hij met zijn zoon Hendrik belast met de vergroting van de villa Larenstein in Velp voor de oud-raad fiscaal van Curaçao, Jan van Schagen (in 1906 gesloopt).